# Mind Driller
 (juillet 2023).
Mind Driller est un groupe espagnol de metal industriel. Mind Driller est composé de V Stone, Daniel N.Q. et Estefanía Aledo au chant, Javix à la guitare, Pharaoh à la basse et Reimon à la batterie.

## Histoire
Le groupe est formé en 2011 des mains du guitariste Javier Oriente (membre des groupes Blood, Hasswut et Stoneheads). Le style musical de Mind Driller se définit comme une base de metal industriel varié et puissant qui, contrairement à d'autres groupes du même genre, compte trois chanteurs. Les langues utilisées sont principalement l'espagnol, l'anglais et l'allemand.
À la fin de 2012, le premier album studio, intitulé Red Industrial, sort sous le label Mutant-e Records. Ce premier album est enregistré et produit par le groupe lui-même, puis masterisé dans les studios Mastersound (Allemagne) par Alexander Krull (Atrocity et Leaves' Eyes). À partir de ce premier album, le groupe entame une tournée appelée Red Industrial Tour, se produisant dans les principales villes d'Espagne, y compris une date en France.
Au milieu de l'année 2015, leur deuxième album, Zirkus sort, mastérisé par Alexander Krull, et le groupe fait une grande tournée avec des dates en Espagne et en Allemagne. Au début du Zirkus Tour, à la suite de désaccords entre le groupe et Carlos Esteve Mas, batteur de Mind Driller jusqu'alors, ils décident de se séparer. C'est alors que le groupe intègre son nouveau batteur, Jordi, qui couvrira pratiquement tout le Zirkus Tour. Cet album est présenté en live pour la première fois au festival Rock Am Stück à Fritzlar (Allemagne) et à Francfort, et termine sa tournée au festival Full Metal Holiday à Majorque en octobre 2018 (officiellement, la tournée s'est terminée fin décembre 2017 à Denia).
Quelques mois avant la fin du Zirkus Tour, Jordi annonce sa décision de quitter le groupe pour cause d'incompatibilité professionnelle, et c'est alors que Reimon est incorporé à la batterie partiellement, qui a joué avec le groupe sur des dates isolées en alternance avec Jordi, jusqu'à ce que Jordi quitte définitivement le groupe, et c'est alors que Reimon dirige officiellement la batterie.
En 2019, sort leur troisième album, intitulé Involution, produit par Mind Driller et Raúl Abellán, mixé par Raúl Abellán et masterisé par Marco D'Agostino, sous le label Art Gates Records. Avec ce troisième album, le groupe entame une longue tournée nationale et européenne, ouvrant pour des groupes comme Oomph! au niveau national à Madrid et Barcelone, et à sa tournée, dans les villes allemandes d'Olpe, Krefeld et Osnabrück.
En janvier 2020, en raison de la situation virale et de l'annulation d'événements, le groupe décide de sortir son premier EP, sous le label Art Gates Records, intitulé inBolution, qui contient une série de morceaux instrumentaux basés sur leur prédécesseur Involution, ainsi que des remixes, des faces B qui n'ont jamais vu le jour et un nouveau single. En 2023, ils sortent le clip du single Game Over,.

## Membres

### Membres actuels
- V Stone - voix
- Daniel N.Q - voix
- Estefanía Aledo - voix
- Javix - guitare, programmation
- Pharaoh - basse
- Reimon - batterie

### Anciens membres
- Carlos Esteve - batterie
- Jordi - batterie

## Discographie
- 2012 : Red Industrial (Mutant-e Records)
- 2015 : Zirkus (Red Mutante)
- 2019 : Involution (Art Gates Records)
- 2020 : inBolution (EP ; Art Gates Records)